# Helmut Dedy

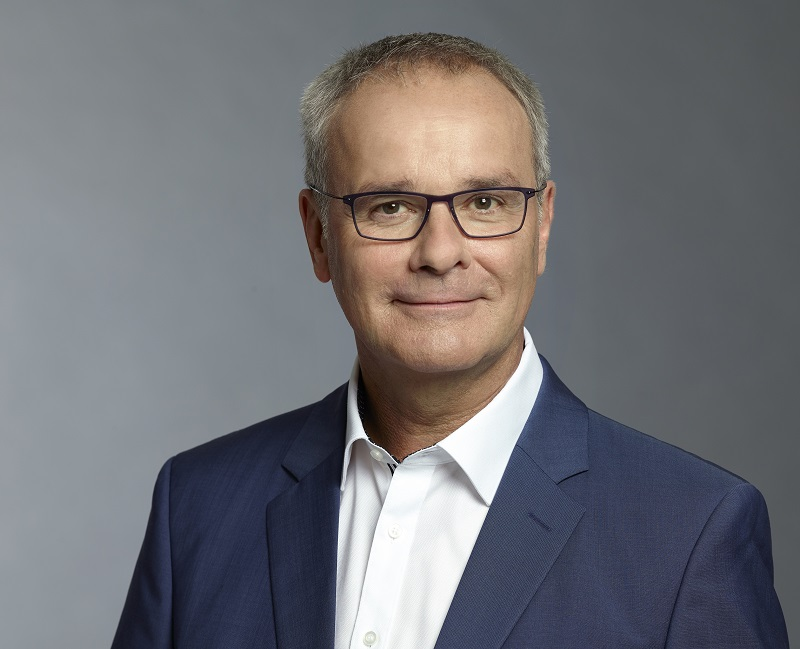
Helmut Dedy (2019)

Helmut Dedy (* 7. Juni 1958 in Duisburg) ist ein deutscher Verwaltungsjurist. Von 2016 bis 2025 war er Hauptgeschäftsführer des Deutschen Städtetages und Geschäftsführer des Städtetages Nordrhein-Westfalen.

## Leben
Helmut Dedy absolvierte nach dem Abitur die Ausbildung für den gehobenen Verwaltungsdienst des Landes Nordrhein-Westfalen bei der Bezirksregierung Arnsberg, die er als Diplom-Verwaltungswirt abschloss. Danach war er einige Jahre in der Hochschulverwaltung tätig und studierte parallel dazu Rechtswissenschaften an der Universität zu Köln. Das Zweite juristische Staatsexamen legte er 1992 ab. Seitdem arbeitet er bei kommunalen Spitzenverbänden. Von 1992 bis 1997 war er Umweltreferent des Städte- und Gemeindebundes Nordrhein-Westfalen. Er gründete in dieser Zeit die Abwasserberatung NRW e. V., Düsseldorf – eine vom Land NRW finanzierte Einrichtung zur technischen Beratung von Städten, Gemeinden und Kreisen – und war von 1996 bis 1997 deren Kaufmännischer Geschäftsführer. Von 1998 an war er Stellvertretender Hauptgeschäftsführer des Deutschen Städte- und Gemeindebundes und leitete dort das Dezernat Finanzen und Kommunalwirtschaft. 2012 wechselte Dedy zum Deutschen Städtetag und wurde Stellvertretender Hauptgeschäftsführer des kommunalen Spitzenverbandes und Finanzdezernent. Die gleichen Funktionen übernahm er für den Städtetag Nordrhein-Westfalen. Vom 1. Juni 2016 bis zum 30. Juni 2025 war Dedy Hauptgeschäftsführer des Deutschen Städtetages sowie Geschäftsführer des Städtetages Nordrhein-Westfalen. Dedy ist verheiratet und Vater eines Sohnes.
Dedy ist Mitglied der SPD.

## Mitwirkung in Gremien
Helmut Dedy wirkte in zahlreichen Gremien und Institutionen mit. Als Hauptgeschäftsführer des Deutschen Städtetages war er Mitglied im Präsidium und Hauptausschusses des Deutschen Städtetages. Zudem war Dedy Vorstand des Vereins für Kommunalwissenschaften e. V. (VfK), der als alleiniger Gesellschafter des gemeinnützigen Deutschen Instituts für Urbanistik (gGmbH) fungiert. Als Geschäftsführer des Städtetages Nordrhein-Westfalen war Dedy Mitglied dessen Vorstandes.
Zudem war Dedy Mitglied im Gesamtvorstand des Deutschen Sparkassen- und Giroverbandes e. V. (DSGV) in Berlin sowie im Verwaltungsrat der Deka Bank in Frankfurt am Main. Auf nordrhein-westfälischer Ebene war Dedy Mitglied in den Trägerausschüssen des Rheinischen Sparkassen- und Giroverbandes e. V. (RGSV) und Sparkassenverbandes Westfalen Lippe e. V. (SVWL). Von 2016 bis 2025 gehörte er dem Verwaltungsrat der Kommunalen Gemeinschaftsstelle für Verwaltungsmanagement (KGSt) an.
In Gremien des Bundes wirkte Dedy im Konjunkturrat für die öffentliche Hand bei der Bundesregierung mit. Außerdem war er Mitglied der Kommissionen zur Reform der Gemeindefinanzen und der Kommission Gleichwertige Lebensverhältnisse.

## Veröffentlichungen
Helmut Dedy ist Autor einiger Beiträge und Veröffentlichungen im Bereich des öffentlichen Rechts, insbesondere der öffentlichen Finanzen/Kommunalfinanzen. Er ist Mitherausgeber der Textausgabe der Gemeindeordnung Nordrhein-Westfalen und Mitherausgeber einiger Fachzeitschriften u. a. der Zeitschriften Verwaltungsrundschau, Kommunaljurist (KommJur), Die öffentliche Verwaltung (DÖV), Gemeindehaushalt, Kommunale Steuer-Zeitschrift, sowie Schriftleiter der Zeitschrift für Kommunalfinanzen.